# 超次元カードバトルRPG カードランカー
『超次元カードバトルRPG カードランカー』は、日本製のTRPG。著者は平野累次/冒険企画局、新紀元社から2012年9月に発売された。

## 概要
河嶋陶一朗が考案をした汎用のTRPGシステム「サイコロ・フィクション」を使用した第6弾の作品。これまでのシリーズと異なり、デザイナーは冒険企画局の正式なメンバーではなく、同社が企画した「サイコロ・フィクションコンテスト」の第一回で大賞を受賞したフリーデザイナーである。プレイヤーは「ソウルカード」と呼ばれるトレーディングカードゲームが大流行している世界を主な舞台として、同カードゲームをプレイする「カードランカー」として冒険をする。カードの効果で相手プレイヤーを攻撃し、同時に所持しているカードで攻撃を防御する、魔法カードでデッキからカードをドロー……という風に、トレーディングカードゲームの基本がTRPGルール上で再現されているのが特徴。

## 背景設定
本作品の世界では、『ソウルカード』は宇宙とともに誕生し、自然界の様々な現象を取り込んで世の中に姿を現した。このため、ソウルカードはこの世界ではごくありふれたものとして、自然に発生するものとなっている。ソウルカードは人類の歴史にも影響を与え、強者の元には常に強力なカードがあった。
ソウルカード
40年前、HET社が自然に存在するソウルカードを解析し、カードパックを発売したことにより、ソウルカードの存在は一般人にも知れ渡り、広くカードバトルが行われるようになった。そしてまた、ソウルカードに特別な力が備わっていることも知れ渡ることとなった。その中には強力なレジェンドカードや、悪しき力を秘めたダークカードも多数含まれていた。
カードランカー
ソウルカードの存在に気づき、その力を発揮させることができる人たちを指すが、現在ではカードバトルを楽しむプレイヤーの総称となっている。その中にはレジェンドカードを巧みに使いこなす者や、ダークカードの闇に取り付かれた『ダークランカー』も多数存在する。

## カードランカー
プレイヤーキャラクターはレジェンドカードを使いこなせるカードランカーであり、否応無しにダークランカーとのカードバトルに巻き込まれることとなる。カードの力を使ってモンスターを呼び出したり、魔法を発動（または打ち消し）させることができる存在である。
設定
キャラクターの背景、名前、性別、年齢、職業を決定する。
シンボルカラー
白、青、緑、金、赤、黒の中からひとつ選択する。選んだシンボルカラーによって特技を選択する。
コモンカード
カードランカーなら誰でも持っている基本的なカードで、キャラクター作成時には1枚持っている。
モンスターカード
キャラター作成時に、好きなモンスターカードを2枚選ぶことができる。
LP
キャラクターの生命力。初期値は20で、0になると戦闘不能になる。
変調
戦闘中に受けるバッドステータス。戦闘が終了すると回復する。
絆
他のプレイヤーキャラクターとロールプレイすることで得られる。絆を結んだキャラクターには援助効果を与えることができる。
目的とランク
セッションの目的を達成することで、キャラクターのカードランカーとしてのランクが上がる。（初期値は3）

## ゲームの進行
プレイヤーキャラクターの手番を「シーン」と呼び、全員のシーンが終了すると「1サイクル」となる。
導入フェイズ
最初の1サイクルで、カードランカーたちに「ダークランカーを倒す」という目的が与えられるきっかけとなるフェイズ。
構築フェイズ
キャラクターたちがモンスターカードの習得や特技の調整、絆の獲得などを行う。ただし、必ず1回ダークランカーによる妨害が行われる。
戦闘フェイズ
キャラクターがエネミーやダークランカー、あるいはキャラクター同士でカードバトルを行う。このフェイズは基本的に2サイクルで終了する。
決闘フェイズ
ダークランカーとの最後の決戦。サイクル制限はなく、キャラクターまたはダークランカーが全員戦闘不能になるまで継続する。この結果、キャラクターが死亡することもある。
結果フェイズ
決闘の後のエピローグ。キャラクターの戦闘後の処理も行われる。

## モンスターカード
カードランカーたちはモンスターカードを用い、モンスターを召喚することで相手を攻撃したり、自分への攻撃をブロックすることができる。また、特定のカードを除外することで、マジックカードを得ることも可能である。
名称
モンスターカードの名前。いつでも変更できるが、効果は変わらない。
タイプ
攻撃、補助、支援、常駐の4タイプがある。
指定特技
カードを使用する際、指定されている特技を使用した行為判定に成功する必要がある。
リスク
サイコロの目がこの値以下だった場合、判定結果にかかわらずファンブルとなる。
効果
行為判定に成功したときに発動する効果。
概要
モンスターカードの解説。一般的なトレーディングカードゲームで言う『フレーバーテキスト』に相当する。

## オマケ
本書では、日本国内のTRPGルールブックとしては初めて、インターネットを使ったオンラインセッションの方法について言及している。また、本書収録のリプレイもオンラインセッションにてプレイされたものを元に書き起こされている。

## サポート
- 「Role&Roll」　不定期ながらシナリオやサポート記事が掲載されている。

## 書誌情報
- 『超次元カードバトルRPG カードランカー』新紀元社〈Role&Roll Books〉、2012年。ISBN 978-4775310663